# 屯門兆麟政府綜合大樓

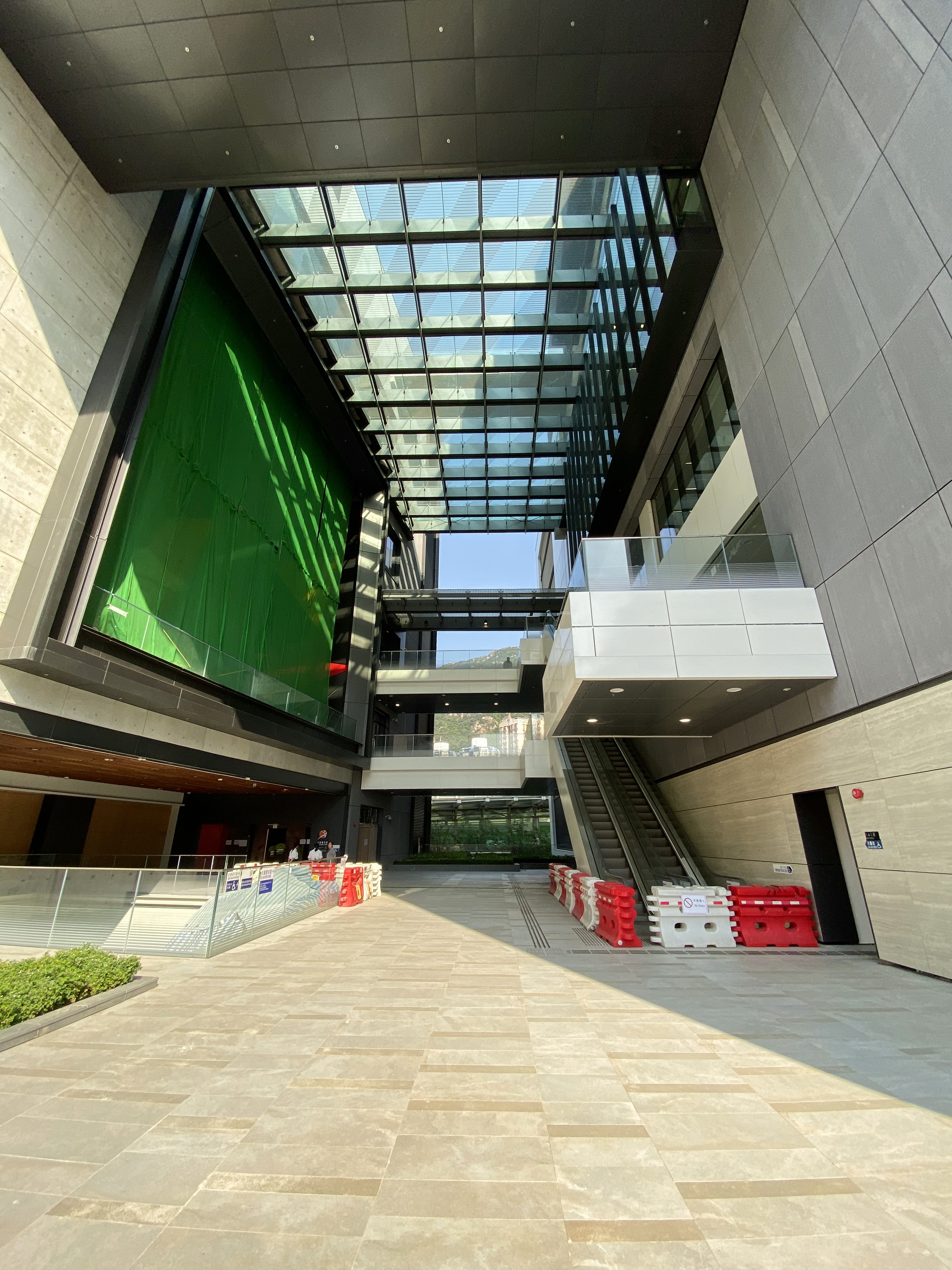
綜合大樓中庭

屯門兆麟政府綜合大樓（英語：Tuen Mun Siu Lun Government Complex）是香港政府的一座多用途大樓，位於屯門老鼠洲兆麟街19號。由兩座主要大樓組成，分別為辦公大樓以及康樂大樓，兩座大樓的平台位置透過露天的公共中庭相連。大樓內設兆麟體育館、民政事務處社區會堂、香港郵政屯門中央派遞局暨特快專遞中心、入境事務處屯門辦事處及社會福利署蝴蝶社會保障辦事處，共佔地5,400平方米。大樓原擬於2014年末動工，惟最後延至2015年才動工，並於2019年第一季完工，同年11月和12月分兩階段啟用。大樓落成後，可方便附近屋苑（如三聖邨、安定邨、兆麟苑和置樂花園）和中小學使用大樓內設施。大樓由建築署設計，總承建商為其士建築，並由捷成工業建造大樓內部份設施。

## 歷史

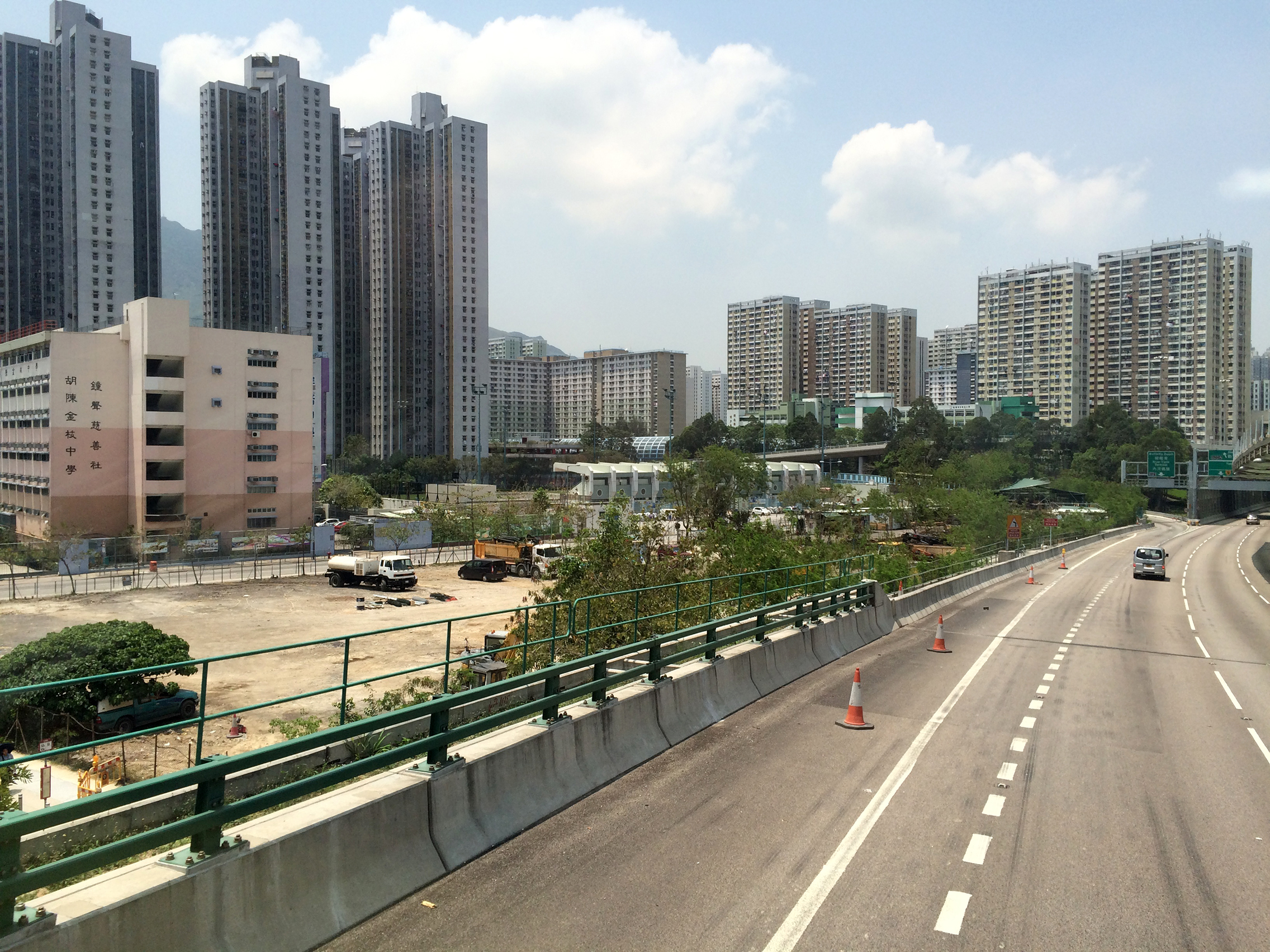
綜合大樓前身為空地（2015年4月）

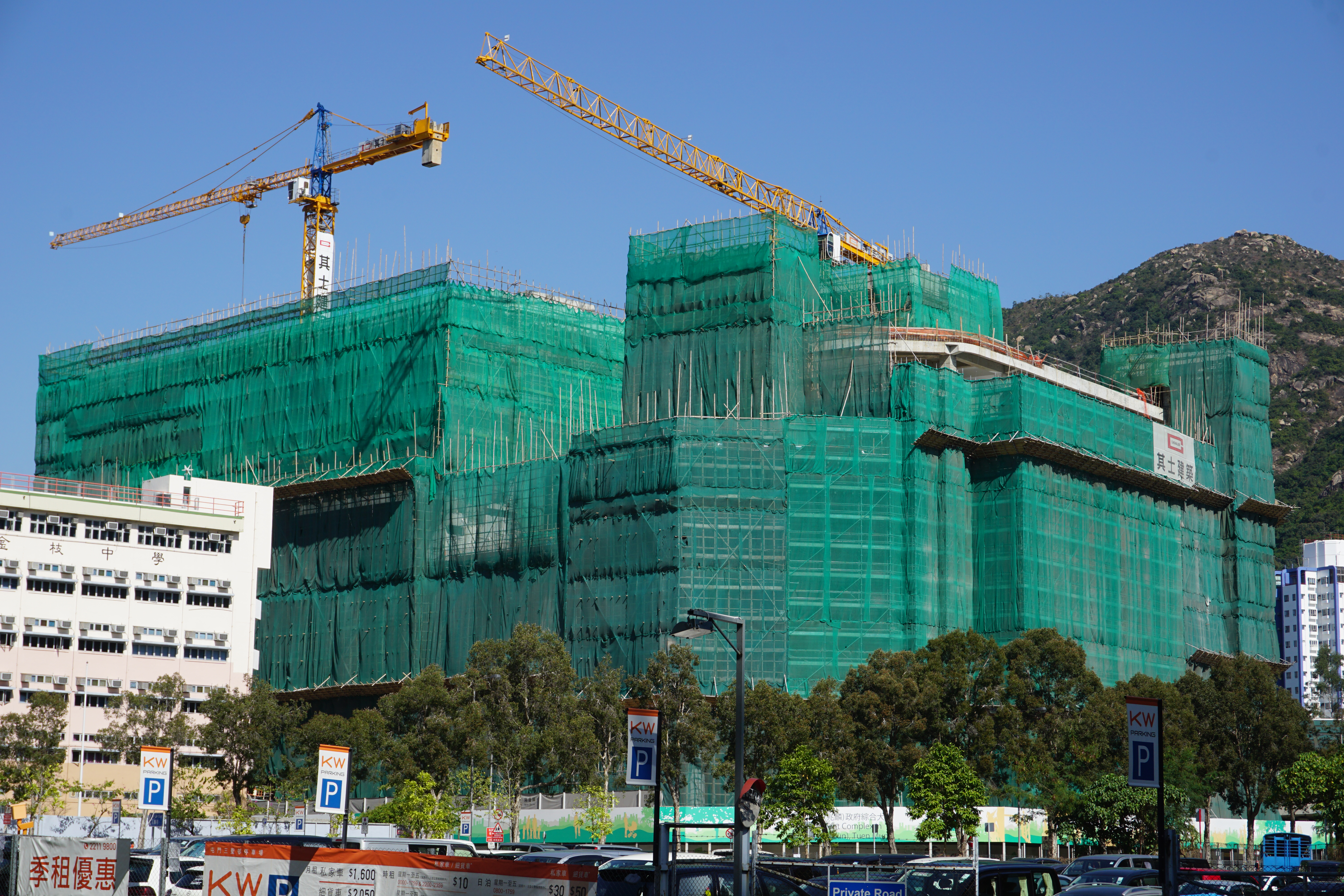
興建中的綜合大樓（2018年1月）

時任民政事務局副局長許曉暉於2014年4月11日出席香港立法會民政事務委員會會議期間，在會議上宣佈興建此大樓，並將於同年5月向工務小組委員會提出建造此大樓的撥款的申請，以加強屯門區的社區服務，造價原預計約為12.13億港元。
大樓規劃時以屯門第14區（兆麟）政府綜合大樓來命名，原預計於2014年末興建，惟受當時的民主派議員在立法會工務小組委員會及財委會就其他項目以「拉布」的形式不斷阻撓，導致此項目的動工日期一拖再拖，政府更一度把此案的撥款申請抽起，最後於2015年才能動工，工程費用亦因而上升，當時有議員批評此工程已延誤多時。
2017年，康文署向屯門區議會提交文件，指出由於本大樓接近兆麟苑，建議本大樓以屯門兆麟綜合大樓（英語：Tuen Mun Siu Lun Complex）來命名，而大樓內的體育館則以兆麟體育館（英語：Siu Lun Sports Centre）來命名。後來康文署於2018年2月再向屯門區議會提交文件，本大樓的名稱被修改為屯門兆麟政府綜合大樓（英語：Tuen Mun Siu Lun Government Complex），體育館名稱不變。
2019年11月5日，大樓內兆麟體育館的健身室、乒乓球室和兒童遊戲室率先啟用，體育館其餘設施亦緊接在同年12月31日投入服務。

## 設施

### 兆麟體育館

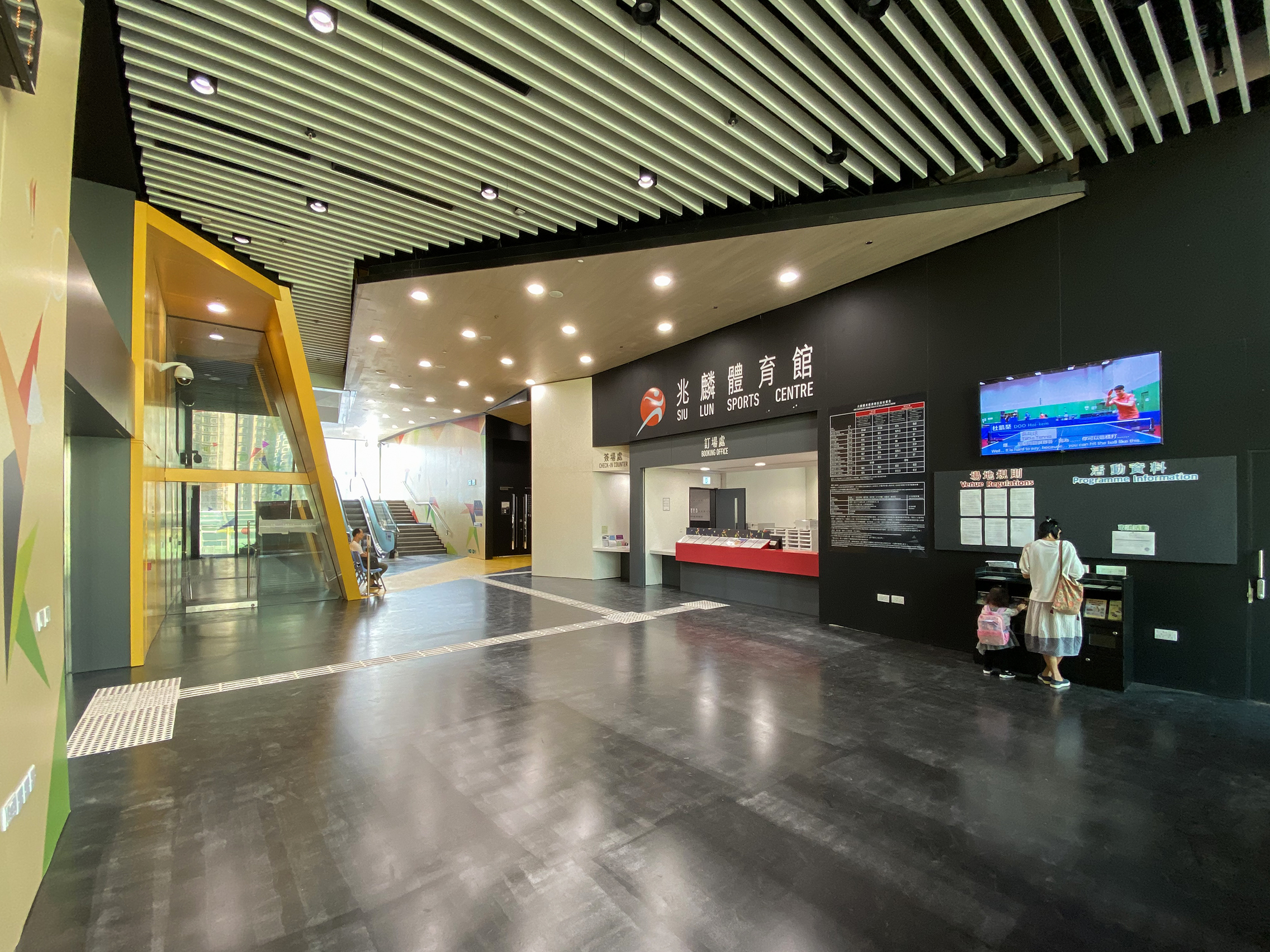
兆麟體育館在3樓的大堂

兆麟體育館設於綜合大樓2至6樓，面積約5900平方米，提供一個多用途主場（可供市民在場內打籃球和打羽毛球）並有容納500人的觀眾席看台、兒童遊戲室、健身室、活動室、乒乓球室和攀石牆等設施。政府指出，此體育館不但可以解決現時屯門區內體育館供不應求的情況之餘亦減輕鄰近出友愛體育館之租場壓力，亦補充了區內欠缺兒童室內遊戲室的問題。體育館的健身室、乒乓球室和兒童遊戲室在2019年11月5日起投入服務。而戶外運動攀登牆、活動室及多用途主場於同年12月31日開放給公眾使用。

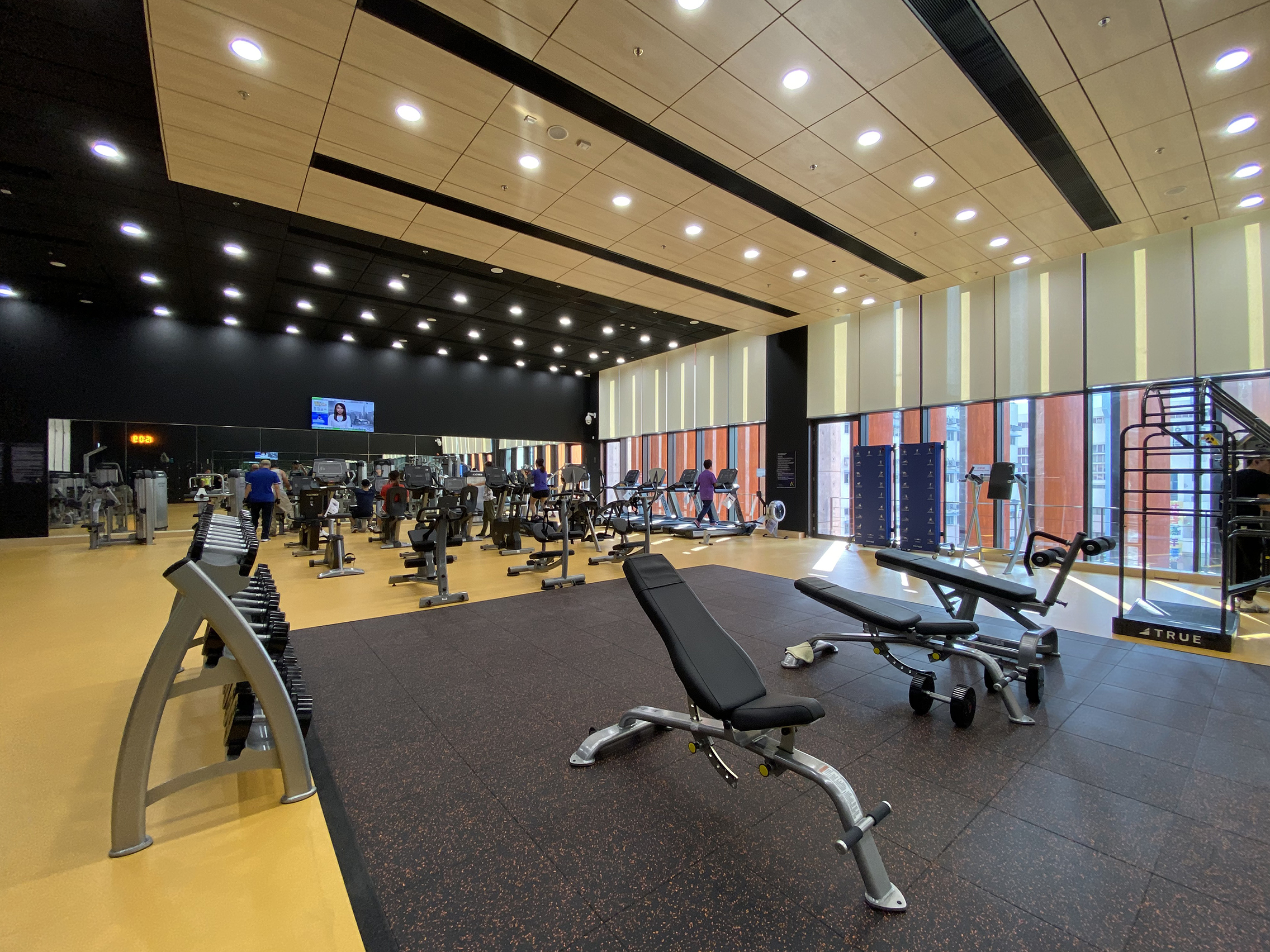
3樓健身室
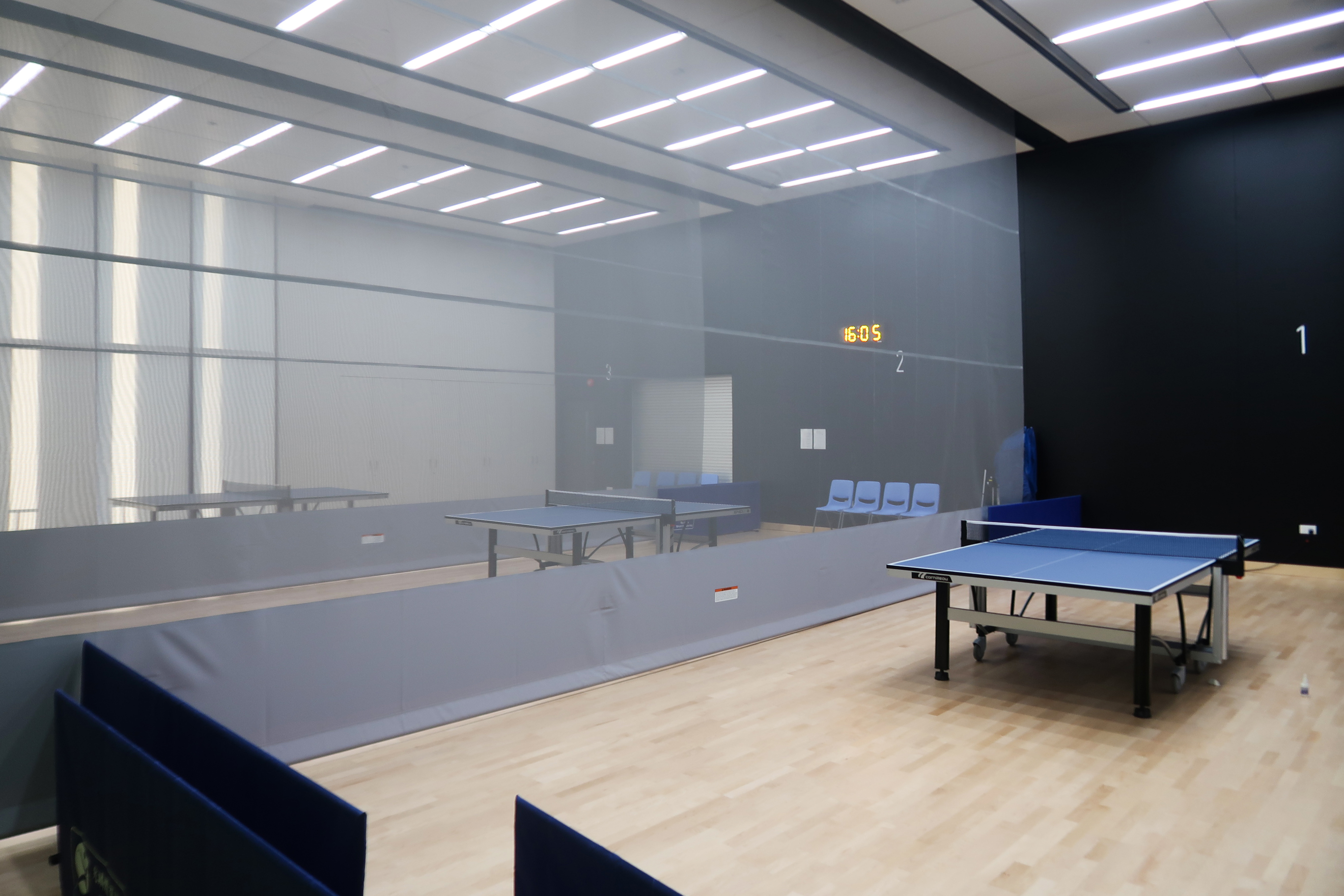
3樓乒乓球室
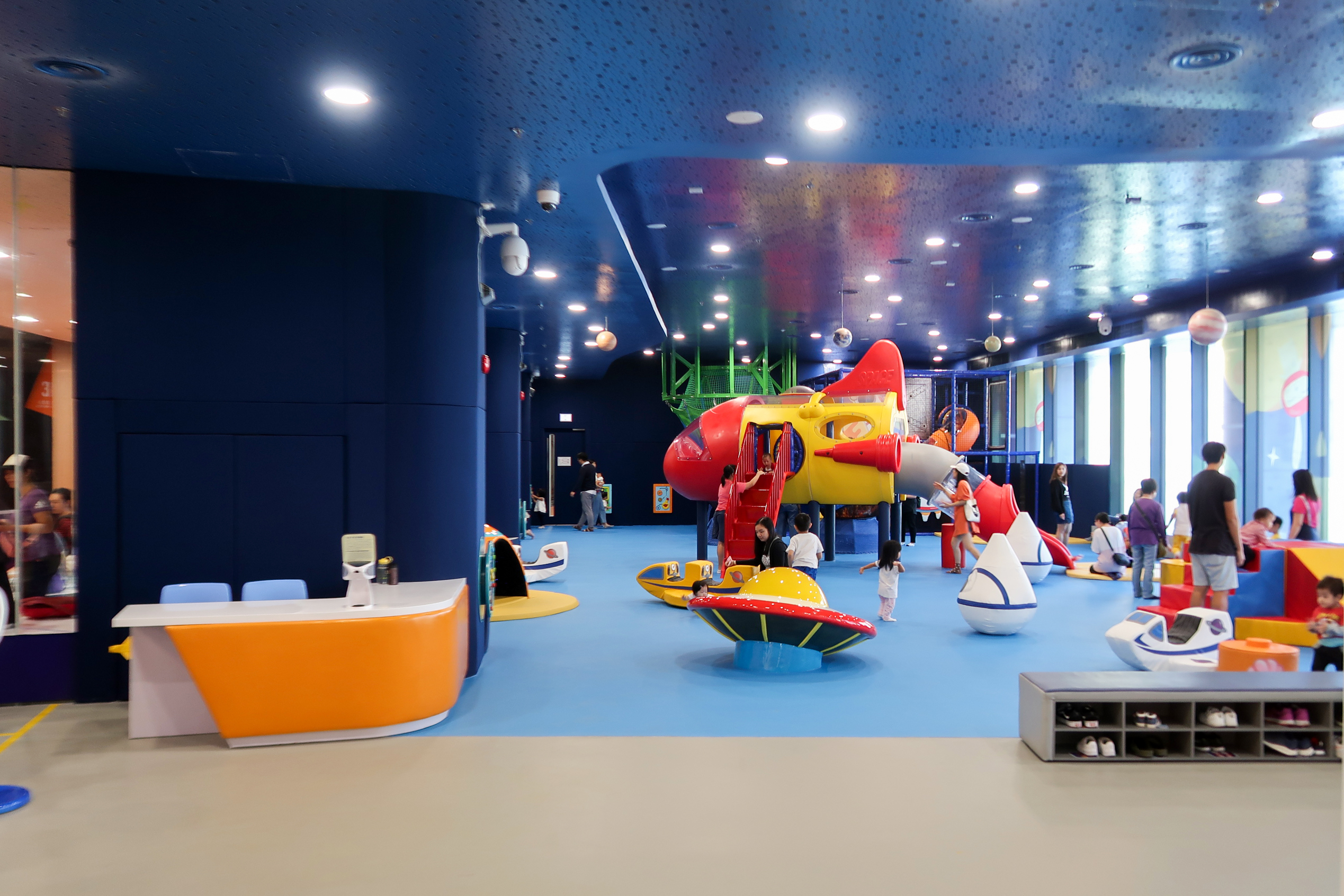
4樓兒童遊戲室，以太空為主題
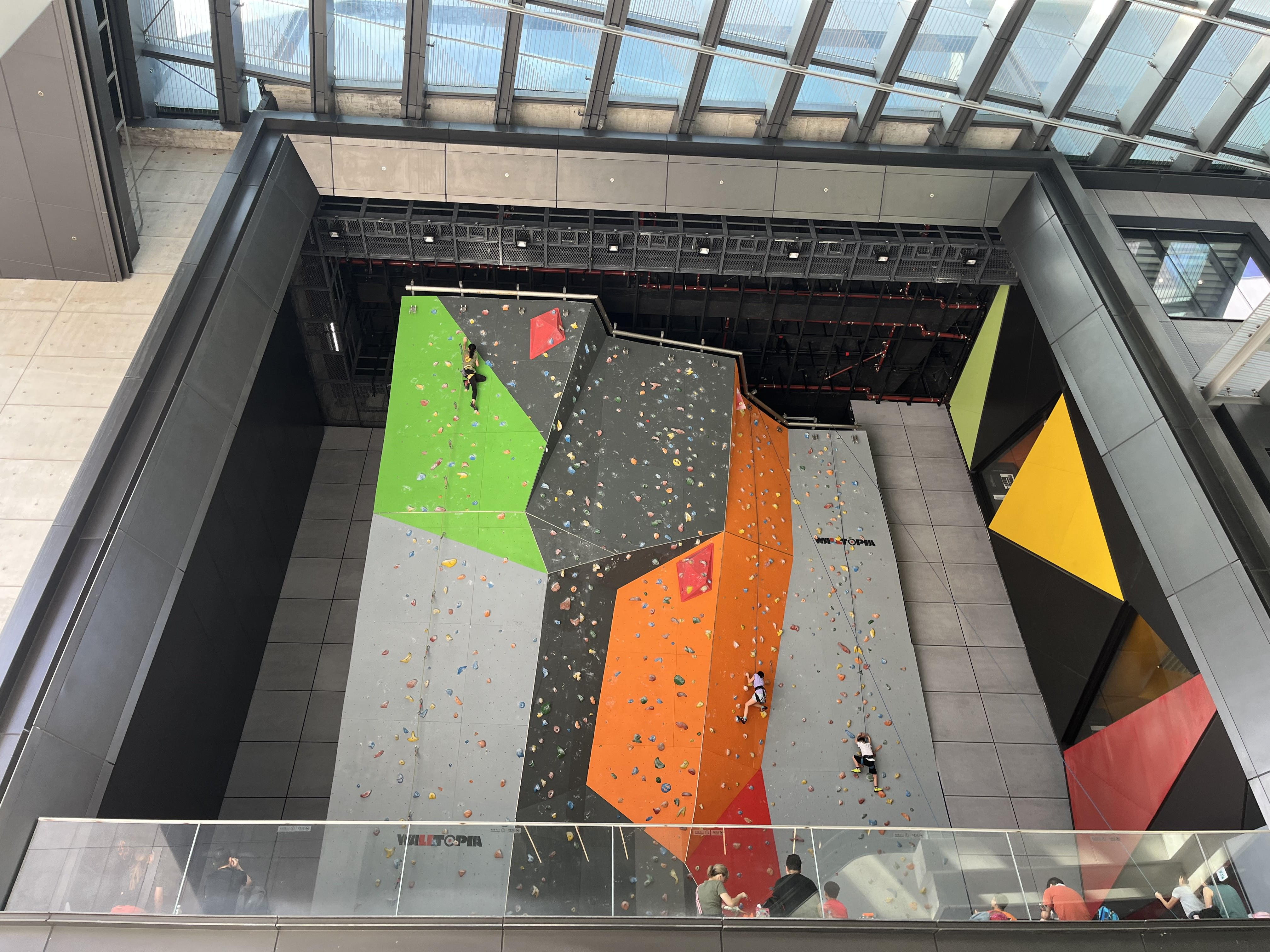
攀石牆

### 社區會堂
社區會堂設於大樓1樓，設有一個大禮堂及其附屬設施。政府認為此社區會堂可以解決現時屯門區社區會堂數量不足的問題，亦可為屯門東南部居民提供社區會堂設施。

### 入境事務處
入境事務處屯門辦事處佔地2,700多平方米，樓高4層，於2021年3月1日遷往本大樓。該處設入境處轄下全港最大婚姻登記禮堂，可容納110位賓客，並設有停車位，戶外攝影專區和公用空中花園予新人使用。辦事處乃全港首個提供「一站式」服務安排的綜合辦事處，市民可在同一地點辦理出生登記、身份證、旅行證件及延期逗留簽證等服務。

### 其他設施
大樓其他設施還包括郵政署屯門中央派遞局暨特快專遞中心及社會福利署蝴蝶社會保障辦事處，因現時郵政署屯門中央派遞局暨特快專遞中心及社會福利署蝴蝶社會保障辦事處皆是租用其他商業大樓營運，此大樓可為上述設施提供永久性營運的地方。

## 大樓樓層
大樓樓層分布如下：
| 7樓     | 空中花園                                                |
| 6樓     | 兆麟體育館看台                                          |
| 5樓     | 兆麟體育館主場館 社會福利署蝴蝶社會保障辦事處           |
| 4樓夾層 | 郵政署屯門中央派遞局暨特快專遞中心                      |
| 4樓     | 兆麟體育館兒童遊樂室及多用途活動室 郵政署屯門中央派遞局 |
| 3樓     | 兆麟體育館乒乓球室 入境事務處屯門辦事處                 |
| 2樓     | 兆麟體育館戶外攀石牆 入境事務處屯門辦事處               |
| 1樓     | 民政事務處社區會堂 入境事務處屯門辦事處                 |
| 地下    | 大樓出入口 停車場 屯門入境處出生及婚姻登記辦事處        |

## 環保概念
為了符合现代环保概念，大樓將採用多種節能裝置和可再生能源技術，例如太陽能熱水系統、光伏系統及水冷式製冷機等，亦會採用雨水循環系統作園景灌溉用途。

## 爭議

### 撥款審議期間
民主派於2014年取得立法會工務小組及人事編制小組委員會控制權，其中工務小組主席梁家傑計劃在未得政府同意下調動工務小組議程，優先處理他支持的工程撥款申請，企圖將有爭議的工程撥款無限期押後「拉布」。但政府在梁家傑調動議程前突然抽起13項泛民建議優先處理的撥款，包括此大樓撥款申請。梁家傑事後批評政府做法「獨裁」。
此外，香港郵政亦計劃於2015年9月1日起關閉位於屯門安定邨定龍樓的安定郵政局，併入屯門中央郵政局。該區區議員江鳳儀指出，此大樓內設有郵政局，意味著現時的屯門中央郵局可能要搬往此大樓，質疑當局關閉安定郵政局，是為將來再行搬遷作準備，擔心郵局將愈搬愈遠。

### 撥款審議過後
現時除了屯門區外，香港其餘地方皆設有兒童遊戲室。屯門區議員於2018年7月聯署要求康文署於區內增設兒童遊戲室。康文署回應指，興建中的本大樓將提供一間兒童遊戲室，回應居民的要求。此事於同年11月再被東方日報報導，區議員當時指康文署多年來目光短淺，未能積極回應民意。